# John Nicholas
John Nicholas (ur. 24 lipca 1879 w Allahabadzie, zm. 29 września 1929) – brytyjski piłkarz. Jako zawodnik Upton Park F.C. reprezentował Wielką Brytanię na Letnich Igrzyskach Olimpijskich 1900 w Paryżu, z którą zdobył złoty medal. 
Na igrzyskach Upton Park rozegrało jedno spotkanie, przeciwko reprezentującemu Francję Union des Sociétés Françaises de Sports Athlétiques (USFSA). Mecz zakończył się rezultatem 0:4 dla Brytyjczyków. Nicholas rozegrał mecz w pełnym wymiarze czasowym, strzelając dwie bramki. Możliwe, że został królem strzelców, choć raport turniejowy jest niepełny i nie można jednoznacznie wskazać najlepszego strzelca.   